# Лю Шао
Лю Шао (кит. трад.: 劉劭; піньїнь: Liu Shao; 426 — 27 травня 453) — четвертий імператор Лю Сун з Південних династій.

## Життєпис
Був сином Лю Їлуна. 453 року, розгніваний на свого спадкоємця через те, що він захоплювався чаклунством, Лю Їлун вирішив офіційно викреслити його з порядку спадкування престолу. Довідавшись про таке, Лю Шао здійснив переворот і вбив свого батька, замінивши його на троні. Однак, уже за рік, молодший брат Лю Шао, Лю Цзюнь, повалив нового імператора і сам зайняв престол.

## Девіз правління
- Тайчу (太初) 453